# 5 000 mètres féminin aux Jeux olympiques d'été de 2024
Pour des articles plus généraux, voir Athlétisme aux Jeux olympiques d'été de 2024 et 5 000 mètres aux Jeux olympiques.
Navigation
Tokyo 2020 Los Angeles 2028
L'épreuve du 5 000 mètres féminin aux Jeux olympiques de 2024 se déroule les 2 et 5 août 2024 au Stade de France, au nord de Paris, en France.
L'athlète kényane Beatrice Chebet remporte la médaille d'or.

## Records
Avant cette compétition, les records dans cette discipline étaient les suivants : 
| Record du monde  | Letesenbet Gidey (ETH) | 14 min 6 s 62  | Valence | 7 octobre 2020    |
| Record olympique | Gabriela Szabó (ROU)   | 14 min 40 s 79 | Sydney  | 25 septembre 2000 |

## Programme
| Date            | Horaire | Manche       |
| --------------- | ------- | ------------ |
| Vendredi 2 août | 17 h 40 | Premier tour |
| Lundi 5 août    | 18 h 30 | Finale       |

## Médaillées
| Or              | Argent         | Bronze       |
| Beatrice Chebet | Faith Kipyegon | Sifan Hassan |

## Résultats
Lors de la finale, l'athlète kényane Faith Kipyegon a été disqualifiée pour « obstruction », puis requalifiée par le jury d'appel.

### Premier tour
| Rang | Athlète                    | Pays       | Temps                 | Notes |
| ---- | -------------------------- | ---------- | --------------------- | ----- |
| 1    | Faith Kipyegon             | Kenya      | 14 min 57 s 56        | Q     |
| 2    | Sifan Hassan               | Pays-Bas   | 14 min 57 s 65 (.641) | Q     |
| 3    | Nadia Battocletti          | Italie     | 14 min 57 s 65 (.647) | Q     |
| 4    | Margaret Chelimo Kipkemboi | Kenya      | 14 min 57 s 70        | Q     |
| 5    | Gudaf Tsegay               | Éthiopie   | 14 min 57 s 84        | SB Q  |
| 6    | Ejgayehu Taye              | Éthiopie   | 14 min 57 s 97        | Q     |
| 7    | Elise Cranny               | États-Unis | 14 min 58 s 55        | Q     |
| 8    | Karissa Schweizer          | États-Unis | 14 min 59 s 64        | Q     |
| 9    | Nozomi Tanaka              | Japon      | 15 min 00 s 62        |       |
| 10   | Marta García               | Espagne    | 15 min 08 s 87        |       |
| 11   | Mariana Machado            | Portugal   | 15 min 23 s 26        |       |
| 12   | Belinda Chemutai           | Ouganda    | 15 min 23 s 90        |       |
| 13   | Lauren Ryan                | Australie  | 15 min 29 s 35        |       |
| 14   | Hanna Klein                | Allemagne  | 15 min 31 s 85        |       |
| 15   | Lisa Rooms                 | Belgique   | 15 min 37 s 55        |       |
| 16   | Agate Caune                | Lettonie   | 15 min 38 s 19        |       |
| 17   | Yuma Yamamoto              | Japon      | 15 min 43 s 67        |       |
| 18   | Alma Cortes                | Mexique    | 15 min 45 s 33        |       |
| 19   | Briana Scott               | Canada     | 15 min 47 s 30        |       |
| 20   | Ankita Dhyani              | Inde       | 16 min 19 s 38        |       |
|      | Joy Cheptoyek              | Ouganda    | DNS                   |       |

| Rang | Athlète                   | Pays       | Temps          | Notes |
| ---- | ------------------------- | ---------- | -------------- | ----- |
| 1    | Beatrice Chebet           | Kenya      | 15 min 00 s 73 | Q     |
| 2    | Medina Eisa               | Éthiopie   | 15 min 00 s 82 | Q     |
| 3    | Rose Davies               | Australie  | 15 min 00 s 86 | Q     |
| 4    | Karoline Bjerkeli Grøvdal | Norvège    | 15 min 01 s 14 | Q     |
| 5    | Francine Niyomukunzi      | Burundi    | 15 min 01 s 42 | Q     |
| 6    | Whittni Morgan            | États-Unis | 15 min 02 s 14 | SB Q  |
| 7    | Nathalie Blomqvist        | Finlande   | 15 min 02 s 75 | Q     |
| 8    | Joselyn Brea              | Venezuela  | 15 min 02 s 89 | Q     |
| 9    | Isobel Batt-Doyle         | Australie  | 15 min 03 s 64 |       |
| 10   | Maureen Koster            | Pays-Bas   | 15 min 03 s 66 |       |
| 11   | Laura Galván              | Mexique    | 15 min 05 s 20 | SB    |
| 12   | Klara Lukan               | Slovénie   | 15 min 09 s 61 |       |
| 13   | Esther Chebet             | Ouganda    | 15 min 10 s 46 |       |
| 14   | Parul Chaudhary           | Inde       | 15 min 10 s 68 | SB    |
| 15   | Samiyah Hassan Nour       | Djibouti   | 15 min 13 s 63 |       |
| 16   | Federica Del Buono        | Italie     | 15 min 15 s 54 |       |
| 17   | Sarah Madeleine           | France     | 15 min 18 s 62 |       |
| 18   | Viktória Wagner-Gyürkés   | Hongrie    | 15 min 48 s 24 |       |
| 19   | Wakana Kabasawa           | Japon      | 15 min 50 s 86 |       |
| 20   | Jodie McCann              | Irlande    | 15 min 55 s 08 |       |

### Finale
| Rang                                | Athlète                    | Pays       | Temps          | Notes |
| ----------------------------------- | -------------------------- | ---------- | -------------- | ----- |
| Médaille d'or, Jeux olympiques      | Beatrice Chebet            | Kenya      | 14 min 28 s 56 |       |
| Médaille d'argent, Jeux olympiques  | Faith Kipyegon             | Kenya      | 14 min 29 s 60 | SB    |
| Médaille de bronze, Jeux olympiques | Sifan Hassan               | Pays-Bas   | 14 min 30 s 61 | SB    |
| 4                                   | Nadia Battocletti          | Italie     | 14 min 31 s 64 | NR    |
| 5                                   | Margaret Chelimo Kipkemboi | Kenya      | 14 min 32 s 23 | SB    |
| 6                                   | Ejgayehu Taye              | Éthiopie   | 14 min 32 s 98 |       |
| 7                                   | Medina Eisa                | Éthiopie   | 14 min 35 s 43 |       |
| 8                                   | Karoline Bjerkeli Grøvdal  | Norvège    | 14 min 43 s 21 |       |
| 9                                   | Gudaf Tsegay               | Éthiopie   | 14 min 45 s 21 | SB    |
| 10                                  | Karissa Schweizer          | États-Unis | 14 min 45 s 57 |       |
| 11                                  | Elise Cranny               | États-Unis | 14 min 48 s 06 |       |
| 12                                  | Rose Davies                | Australie  | 14 min 49 s 67 |       |
| 13                                  | Nathalie Blomqvist         | Finlande   | 14 min 53 s 10 |       |
| 14                                  | Whittni Morgan             | États-Unis | 14 min 53 s 57 | PB    |
| 15                                  | Joselyn Brea               | Venezuela  | 15 min 17 s 04 |       |
| 16                                  | Francine Niyomukunzi       | Burundi    | 15 min 22 s 40 |       |

## Légende
Records et Performances
- AR : Record continental (area record)
- CR : Record des championnats (championship record)
- MR : Record du meeting (meet record)
- NR : Record national (national record)
- OR : Record olympique (olympic record)
- PR : Record paralympique (paralympic record)
- PB : Record personnel (personal best)
- SB : Meilleure performance personnelle de la saison (season's best)
- WL : Meilleure performance mondiale de l'année (world leader)
- WJR : Record du monde junior (world junior record)
- WR : Record du monde (world record)

Circonstances et Conditions
- DNF : N'a pas terminé (did not finish)
- DNS : N'a pas pris le départ (did not start)
- DQ : Disqualification (disqualification)
- NM : Aucun essai valable enregistré (No Mark)
- Q : Qualifié « directement » au prochain tour (ou à la prochaine compétition), lors d'une compétition majeure, grâce au classement ou à la réalisation des minima (automatic qualifier)
- q : Qualifié au prochain tour (ou à la prochaine compétition), lors d'une compétition majeure, grâce au repêchage ou à la réalisation de l'une des meilleures performances parmi celles des « non qualifiés directement » (grâce au meilleur temps ou à la meilleure distance par exemple) (secondary qualifier)